# Fissure tympano-mastoïdienne
La fissure tympano-mastoïdienne (ou scissure tympano-mastoïdienne ou scissure tympano-squameuse mastoïdienne ou scissure tympano-squameuse postérieure) est le reliquat de la suture crânienne entre la partie tympanique et la portion antérieure du processus mastoïde d'origine écailleuse qui est visible sur la face et le bord postérieur du méat acoustique externe.